# Tanach

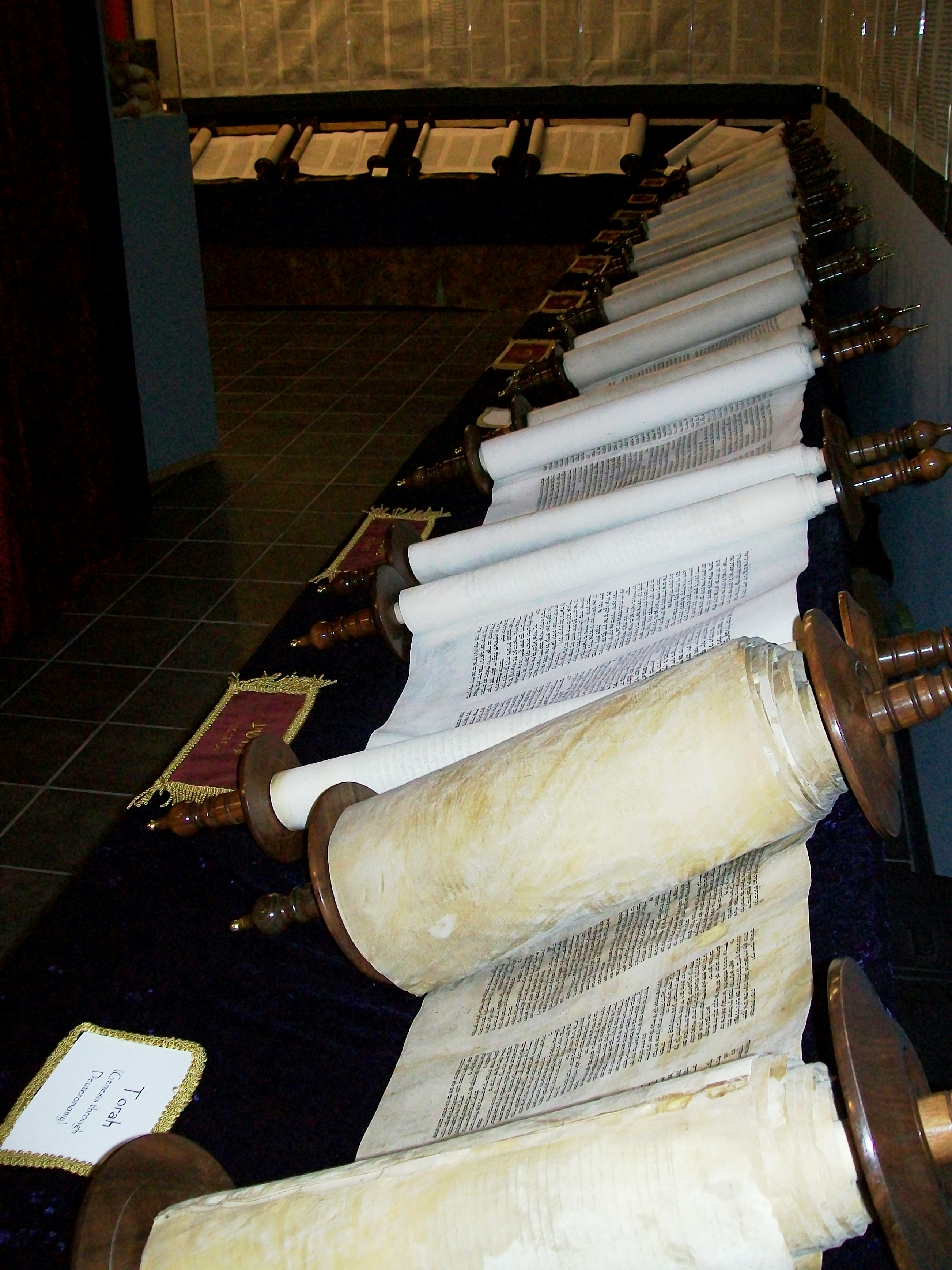
Zbiór zwojów zawierający pełną wersję Tanach

Tanach (hebr. תנ״ך) – akronim określający Biblię hebrajską, utworzony od początkowych liter trzech części Pisma: Tora („Prawo”), Newiim („Prorocy”), Ketuwim („Pisma”). Tanach jest świętą księgą judaizmu, która powstała z tekstów hebrajskich oraz – w niewielkiej części – aramejskich, pochodzących według różnych ocen z okresu od 1400 [1200] do 400 roku p.n.e. lub według innej koncepcji datacji z okresu od 900/800 do 165 roku p.n.e.

## Kanon
Talmudysta Louis Ginzberg w swoim zbiorze legend, podań, baśni i mitów które powstały w wielu krajach i w różnych epokach a związanych z tradycjami żydowskimi, nawiązującym do tekstu Biblii i zatytułowanym „Legendy żydowskie” uważał, że kanon Biblii hebrajskiej składający się z 24 ksiąg został ustalony przez Ezdrasza oraz uczonych w Piśmie w okresie Drugiej Świątyni. Żydowski historyk Józef Flawiusz podaje, że kanon uznawany przez Żydów złożony z 22 ksiąg obowiązywał na długo przed I wiekiem n.e. (Przeciw Apionowi, ks. I, 8 [38-40]). Według koncepcji  Heinricha Graetza kanon Biblii hebrajskiej został ustalony na domniemanym synodzie w Jawne około 100 roku n.e. Wtedy też potwierdzono przynależność do kanonu ksiąg Pieśń nad pieśniami, Koheleta oraz Estery. Ważną rolę w tym procesie odegrał Akiba ben Josef.
Kanon Biblii hebrajskiej stanowią 24 księgi:
Prawo – Tora (Pięcioksiąg Mojżesza)
1. Księga Rodzaju – Be-reszit (בראשית)
2. Księga Wyjścia – Szemot (שמות)
3. Księga Kapłańska – Wa-jikra (ויקרא)
4. Księga Liczb – Ba-midbar (במדבר)
5. Księga Powtórzonego Prawa – Dwarim (דברים)
Prorocy – Newiim
Prorocy Dawniejsi
6. Księga Jozuego – Jehoszua (יהושע)
7. Księga Sędziów – Szoftim (שופטים)
8. Księgi Samuela (1 i 2) – Szemuel (שמואל)
9. Księgi Królów (1 i 2) – Melachim (מלכים)
Prorocy Późniejsi
10. Księga Izajasza – Jiszaja (ישעיה)
11. Księga Jeremiasza – Jiremija (ירמיה)
12. Księga Ezechiela – Jichzekel (יחזקאל)
13. Dwunastu Proroków Mniejszych – Trej Asar (תרי עשר)
Księga Ozeasza – Hoszea (הושע)
Księga Joela – Joel (יואל)
Księga Amosa – Amos (עמוס)
Księga Abdiasza – Owadija (עובדיה)
Księga Jonasza – Jona (יונה)
Księga Micheasza – Micha (מיכה)
Księga Nahuma – Nachum (נחום)
Księga Habakuka – Chawakuk (חבקוק)
Księga Sofoniasza – Cfanija (צפניה)
Księga Aggeusza – Chagaj (חגי)
Księga Zachariasza – Zcharija (זכריה)
Księga Malachiasza – Malachi (מלאכי)
Pisma – Ketuwim
14. Księga Psalmów – Tehilim (תהלים)
15. Księga Przysłów – Miszlej (משלי)
16. Księga Hioba – Ijow (איוב)
17. Pieśń nad pieśniami – Szir ha-szirim (שיר השירים)
18. Księga Rut – Rut (רות)
19. Lamentacje Jeremiasza – Ejka (איכה)
20. Księga Koheleta – Kohelet (קהלת)
21. Księga Estery – Ester (אסתר)
22. Księga Daniela – Daniel (דניאל)
23. Księgi Ezdrasza i Nehemiasza – Ezra we-Nechemija (עזרא ונחמיה)
24. Księgi Kronik (1 i 2) – Diwrej ha-jamim (דברי הימים)
Ponieważ w skład Tanach wchodzą 24 księgi, stąd bywa ona także w języku hebrajskim nazywana Esrim we-Arba (Dwadzieścia Cztery). Księgi od Pieśni nad pieśniami do Księgi Estery stanowią חמש מגילות (hamesz megilot), czyli „pięć zwojów”, które odczytywane są podczas ważniejszych świąt żydowskich.

## Wydania drukowane
Najważniejsze wydania drukowane tekstu Biblii hebrajskiej:
- tzw. editio princeps (Soncino, 1488) – wydana w formacie folio
- Poliglota kompluteńska (Alcalá, 1514–1517, ukazała się w 1522 roku) – 6 tomów, powstała z polecenia kardynała Cisnerosa; zawierała znaki samogłoskowe, ale bez akcentów
- Biblia Rabiniczna „pierwsza” (Wenecja, 1516–1517) – wydana w 4 tomach przez Daniela Bomberga, opracowana przez Felixa Pratensisa (konwertytę), oprócz tekstu zawierała najbardziej znane średniowieczne komentarze (np. Rasziego, Ibn Ezry, Kimchiego, itd.)
- Biblia Rabiniczna „druga” (Wenecja, 1524–1525) – wydana także przez Daniela Bomberga (nazywana często później: Bombergiana), 925 stron w formacie folio, opracowana przez Jakuba ben Chajima, tekst oparty na rękopisach pochodzących z wieków od XIII do XV; zawierało oprócz tekstu, także masorę do niego, targum oraz liczne komentarze; to wydanie (wielokrotnie wznawiane i rozszerzane) stało się swoistym textus receptus Biblii hebrajskiej na kilka wieków (praktycznie do XX wieku, aż do 3 wydania Biblia Hebraica Kittela); reprint wydany przez M. H. Goshen-Gottstein (1972)
- wydanie Johanna Heinrich Michaelisa (1668–1738) – oparte na tekście Daniela E. Jablonskiego z 1669 roku, aparat krytyczny zawierał najważniejsze z wariantów pochodzących z 5 manuskryptów z Erfurtu
- wydanie Benjamina Kennicotta (1718–1783), Vetus Testamentum hebraicum cum variis lectionibus, 2 tomy (Oxford, 1776–1780) – tekst masorecki i samarytański, z bogatym aparatem zawierającym warianty z ponad 600 manuskryptów i 52 wydań oraz 16 manuskryptów samarytańskich; niestety wszystkie były dosyć późne, a praca, (z powodu swego ogromu) wykonana częściowo przez osoby nieodpowiednio przygotowane, czasem niedokładna
- wydanie wariantów (nie samego tekstu) Giovanniego Bernado de Rossiego, Variae lectiones Veteris Testamenti, 4 tomy (Parma, 1784–1788; reprint Amsterdam 1969) – wybór z 1475 rękopisów i kodeksów
- wydanie Baera-Delitzscha (1869–1895) – dzieło Seeligmanna Isaaca Baera (1825–1897), w którym próbował on zrekonstruować tekst rodziny ben Aszer; wydanie bardzo popularne w XIX wieku, przyjęte za podstawę słynnej gramatyki hebrajskiej Gesenius–Kautzsch–Cowley
- Biblia Hebraica – 3 wydania (odpowiednio: 1906, 1909 i 1937) opracowane przez Rudolfa Kittela: dwa pierwsze z tekstem Drugiej Biblii Rabinicznej, trzecie pierwszy raz na podstawie pojedynczego manuskryptu: Kodeksu Leningradzkiego wraz z jego masorą
- Biblia Hebraica Stuttgartensia (1977) – najbardziej znane i używane współcześnie w naukowym świecie wydanie
- Mikraot Gedolot – żydowskie wydania współczesne, w pewnym stopniu są ponownymi wydaniami Biblii Rabinicznej z tekstem Jakuba ben Chajima, masorą, targumami i komentarzami.